# رودری (بازیکن فوتبال، زاده ۱۹۸۵)
رودری (انگلیسی: Rodri؛ زادهٔ ۲۵ آوریل ۱۹۸۵) بازیکن فوتبال اهل اسپانیا است.
از باشگاه‌هایی که در آن بازی کرده‌است می‌توان به باشگاه فوتبال رئال مادرید سی، باشگاه فوتبال رئال مورسیا، باشگاه فوتبال اومانیا، باشگاه فوتبال رئال مادرید کاستیا، و باشگاه فوتبال الچه اشاره کرد.